# Karl-Peter Schmidtke
Karl-Peter Schmidtke (* 16. Dezember 1945 in Boek, Gorlosen) ist ein ehemaliger deutscher Sprinter.
1967 schied er bei den Europäischen Hallenspielen in Prag über 50 Meter im Vorlauf aus.
Bei den Olympischen Spielen 1968 in Mexiko-Stadt wurde er Sechster in der 4-mal-100-Meter-Staffel und erreichte über 100 Meter das Viertelfinale. Im Vorlauf stellte er mit 10,38 s seine persönliche Bestzeit auf.
1967 wurde er Deutscher Hallenmeister über 60 Meter.